# Lois Haibt
Lois Mitchell Haibt (Chicago, 1934) es una informática estadounidense conocida por ser miembro del equipo de diez personas de IBM que desarrolló  FORTRAN, el primer lenguaje de programación de alto nivel exitoso. Es conocida como una de las primeras pioneras en informática.

## Educación y carrera profesional
Haibt estudió matemáticas en Vassar College con una beca académica. Se graduó con una licenciatura en 1955. Mientras estaba en Vassar, Haibt trabajó en Bell Laboratories durante el verano.
Inmediatamente después de graduarse de Vassar, Haibt comenzó a trabajar en IBM.
Comenzó con un salario anual de 5.100 dólares, a pesar de su falta de experiencia previa en programación. Esta suma era casi el doble de la cantidad que habría ganado en los Laboratorios Bell. Haibt infirió que cualquier trabajo con un salario tan alto sería difícil, pero fascinante. Era parte de un equipo académico diverso de diez jóvenes con diferentes grados académicos y áreas de experiencia no relacionadas, como la cristalografía y la criptografía. La experiencia con las matemáticas era su única conexión común. Haibt era la única mujer del equipo.
Según Haibt, el equipo trabajó bien junto: "Nadie estaba preocupado por parecer estúpido o posesivo de su código. Todos estábamos aprendiendo juntos". El equipo de FORTRAN trabajó horas no tradicionales para poder tener acceso ilimitado a la computadora IBM 704. Con frecuencia alquilaban habitaciones en el cercano Hotel Langdon para dormir durante el día y trabajar de noche.
En 1957, Haibt asistió a la Universidad de Columbia.
Haibt es miembro de la Mathematical Association of America.

## Contribuciones
El equipo de IBM pasó casi tres años creando el lenguaje de programación  FORTRAN, que reformó la forma en que las personas comunican las instrucciones a las computadoras.
Haibt estaba a cargo de la sección cuatro del proyecto FORTRAN. Analizaba el flujo de programas producidos por otras secciones del compilador. Sus estimaciones de flujo en áreas de alto tráfico de la computadora se obtenían calculando con qué frecuencia se ejecutarían los bloques básicos del programa. Haibt empleó el Método de Montecarlo (análisis estadístico) para estos cálculos. A través de este proceso, también creó el primer analizador sintáctico. Haibt planeó y programó toda la sección.
Haibt también formó parte de un equipo de once personas para desarrollar y lanzar el primer manual de referencia para FORTRAN en 1956.

## Vida personal
Lois Haibt se casó con Luther Haibt (4 de mayo de 1929 - 3 de diciembre de 2000), analista de sistemas de IBM en Thornwood (Nueva York). Los Haibts pasaron su vida adulta en el estado de Nueva York. La hija de Haibt, Carolyn, asistió a la Universidad de Princeton para obtener su licenciatura y luego recibió un doctorado en matemáticas por el Instituto de Tecnología de Massachusetts. Los pasatiempos de Haibt incluyen la decoración de interiores y la lectura.

## Trabajos
- Documento original sobre FORTRAN de 1957
- Lanzamiento de redes Petri en programas, septiembre de 1983